# Sau sau
El sau sau es un tipo de baile folclórico de Isla de Pascua (Chile) con influencia samoana.
Sus orígenes se remontan a la década de los 40. La coreografía resalta la «gracia, sensualidad y soltura de las mujeres que visten poca ropa». Se baila en parejas de un hombre y una mujer, aunque la atención se focaliza en la figura de esta última. La coreografía incluye marcados movimientos de cadera y cintura. Durante la introducción, el varón abraza a su pareja y dan vueltas alrededor de la pista. Luego ella toma de la mano a su compañero y comienza a dar giros sobre sí misma, sobre el eje que le proporciona el brazo del varón. A continuación se da comienzo a la siguiente fase de la danza, donde ambos compañeros se enfrentan y realizan una serie de figuras paralelas. Los movimientos son interrumpidos por pequeños intervalos, donde cada bailarín se ubica en un extremo de la pista y dan comienzo a una nueva figura.
El vestuario para este baile consiste en un traje que deja parte del cuerpo descubierto, adornado con plumas de colores para las mujeres. Tradicionalmente se danzaba durante encuentros y festividades de la isla.